# Jelcz 120M/3
Jelcz 120M/3 – autobus miejski produkowany w latach 1999–2004 przez firmę Jelcz.

## Historia modelu
Model Jelcz 120M/3 jest kolejną odmianą autobusów z rodziny 120M. Autobus ten został wyposażony w spełniający normę Euro-2 polski silnik Diesla WS Mielec SWT 11/302/1 o mocy maksymalnej 220 KM i 4-biegową manualną skrzynię biegów S4-95 i 5-biegową automatyczną skrzynię biegów ZF 5HP500. Z przodu stosowano osie typu Jelcz NZ6A1, zaś z tyłu typu Jelcz MT 1032.A.
Pierwsze egzemplarze tego modelu zostały wyprodukowane w 1999 roku, a więc posiadały nadwozie po drugiej modernizacji rodziny 120M (nowa ściana przednia z panoramiczną szybą).
Od 2000 model ten tak jak i wszystkie autobusy firmy Jelcz produkowany był z wykorzystaniem stali nierdzewnej. Dzięki temu przewidywany czas eksploatacji autobusu został zwiększony z 10-12 lat do 18-20 lat. 
Autobusy Jelcz 120M/3 z lat 1999-2003 bywają często mylone ze standardowymi Jelczami 120M z lat 1997-2003, wygląd jest dokładnie taki sam jednak model 120M/3 charakteryzuje się silnikiem WSK Mielec SWT 11/302/1 podczas gdy 120M- WSK Mielec SWT 11/300/1, oba silniki są spokrewnione, odmiana SWT 11/302/1 stanowi ekologiczną wersję silnika SWT 11/300/1.
W 2004 roku przyszedł czas na kolejną i ostatnią modernizację, pojazd ten uzyskał nową przednią jak i tylną ścianę znaną z modelu M101I, nieznacznie zmieniono wnętrze stosując estetyczniejsze i trwalsze laminaty. Ostatnia partia autobusów 120M/3, zamówiona przez PKS Grodzisk Mazowiecki, otrzymała właśnie takie nowe nadwozie oraz skrzynię S6-90. Oprócz tego w stosunku do wersji sprzed modernizacji zastosowano w niej most o przełożeniu 5.86, czyli jak w Jelczu PR110D/D lux oraz 120M przed 1994 rokiem, ze względu na wystarczająco długie przełożenia 6-biegowej skrzyni. Pojazdy te otrzymały również klimatyzację kabiny kierowcy. Produkcja tej wersji zakończyła się w 2004 roku.

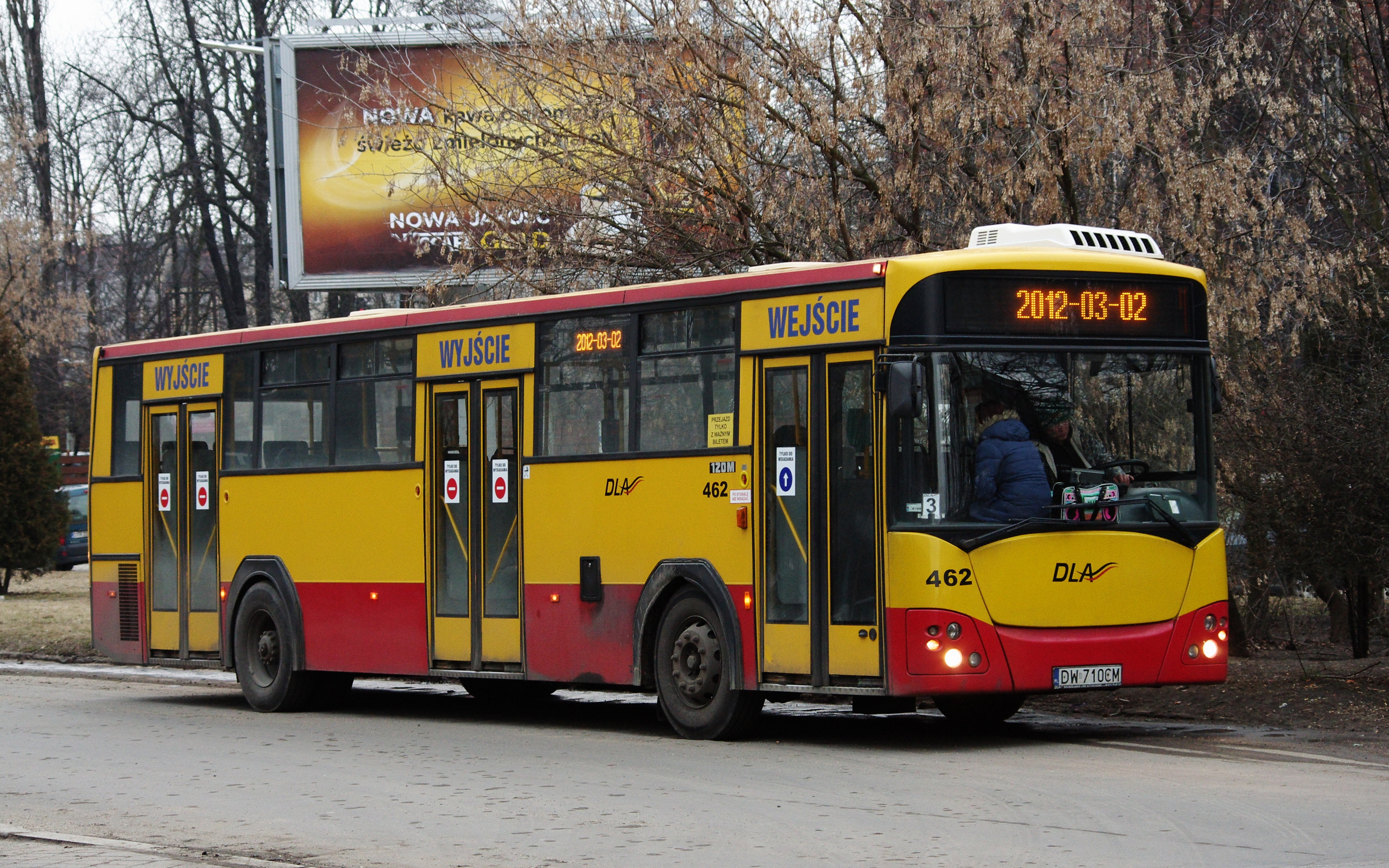
Jelcz 120M/3 z końcowego okresu produkcji we Wrocławiu